# Полоз червоносмугий
Полоз червоносмугий (Platyceps rhodorachis) — вид змій родини полозових (Colubridae). Один із 31 виду роду пласкоголових полозів Platyceps. Поширений у Північно-Східній Африці, Західній, Центральній і Південній Азії. Мешканець аридних гір та передгірських рівнин. Описано 4 підвиди.
Інші назви: «тясьмяна змія», «скельна змія Яна».

## Опис
Змія середнього розміру, з тонким і струнким тілом, до 1,5 м завдовжки. Довжина тіла (L. — довжина тіла від кінчика морди до клоаки) до 100 см. Хвіст (L.cd.) довгий: співвідношення  L./L.cd. складає 2,2—3,2. Самиці дещо більші, ніж самці. Голова широка, сплощена, більш-менш чітко відмежована від шиї. Кінчик морди загострений. Зіниця ока кругла. Ніздря розташована між двома носовими щитками. Верхньощелепні зуби поступово збільшуються за напрямком у глибину пащі, причому 2 останніх зуба відділені від інших невеликим проміжком; всі зуби без борозенок (не спеціалізовані для введення отрути).

### Лускатий покрив
Луска тулуба гладенька, без реберець, кожна з них несе по 2 апікальні пори. Черевні щитки утворюють на боках черева добре помітні ребра. Навколо середини тулуба (Sq.) 19 лусок. Черевних щитків (Ventr.) налічується 210—263, підхвостових (Scd.) — 110—146 пар. Анальний щиток розділений (А. 1/1). 
Голова вкрита парними і непарними щитками. Міжщелепний щиток трикутної форми, загинається на верхню поверхню морди і торкається обох верхньоносових щитків. Лобно-носовий щиток 1, передлобних 2. Вилицевий щиток 1. Один великий передорбітальний щиток, під ним розташований маленький підорбітальний. Підорбітальний щиток лежить над 4-м верхньогубним. Заорбітальних щитків 2. Верхньогубних 9, рідко 8; з них 2 щитки торкаються ока. Скроневих щитків 2 у вехньому і 3 у нижньому рядах, рідко 2+2. Задні нижньощелепні щитки відділені один від одного 2—3 рядами лусок. 

### Забарвлення
Забарвлення верхньої сторони тіла оливково-сіре з коричневим відтінком. Уздовж спини розташований малюнок із плям або вузька смуга червоного або рожевого кольору. Малюнок значно відрізняється в різних підвидів. Верхня поверхня голови однокольорова або із слабко вираженими цятками. Передорбітальні та заорбітальноямкові щитки світло-жовті, в області лицевих і верхньогубних щитків є темні цятки, на скронях слабо помітна темна смужка. Низ голови білий. Черево світло-жовтого кольору. Боки черевних щитків оливково-сірого кольору.

## Поширення
Вид поширений у Північно-Східній Африці (Алжир, Лівія, Єгипет, Чад, Судан, Ефіопія, Еритрея, Джибуті, Сомалі), Західній (Аравійський півостров, Сирія, Ізраїль, Йорданія, Ірак, Іран), Центральній (Туркменія, Узбекистан, Киргизстан, Таджикистан, Казахстані) і Південній Азії (Афганістан, Пакистан, Північно-Західна Індія).

## Особливості біології
Населяє переважно гірські місцевості, передгір'я, прилеглі до них пустелі. Добре лазить по вертикальних поверхнях, трапляється на горищах та в руїнах будівель, у підвалах та садибах. У горах зустрічається на висоті до 1800—2000 м н. р. м. Ховається в норах гризунів, порожнечах і тріщинах у ґрунті, щілинах між камінням. 
Після зимівлі виходить наприкінці березня — на початку квітня, активність триває до кінця жовтня. Влітку полози активні тільки в ранкові та вечірні години, ранньою весною — у теплі денні години. 
Полоз червоносмугий належить до яйцекладних змій. Парування відбувається в травні, самиці в червні відкладають 4—9 довгастих яєць розміром 28—30 × 7—8 мм. Молоді полози з'являються в серпні — вересні.
Живиться переважно ящірками, а також мишоподібними гризунами, сліпунами та дрібними птахами.

## Охорона
Стан більшості природних популяцій виду в межах ареалу залишається більш-менш стабільним. Саме тому він, згідно Червоного списку МСОП, отримав охоронний статус «відносно благополучний вид. Але в окремих регіонах спостерігається тенденція до зниження чисельності популяції виду, що потребує запровадження охоронних заходів. Тому полоз червоносмугий у різні роки занесений до Червоних книг Казахстану та Киргизстану.

## Систематика
У різні роки описано 4 підвиди:
- Platyceps rhodorachis rhodorachis;
- Platyceps rhodorachis subniger;
- Platyceps rhodorachis ladacensis;
- Platyceps rhodorachis kashmirensis.

Статус двох останніх підвидів залишається дискусійним. Так, наприклад, Platyceps rhodorachis ladacensis недавно виділений в окремий вид. 